# Harald Koch (Politiker, 1907)
Harald Albrecht Friedrich Koch (* 4. März 1907 in Bant, jetzt Wilhelmshaven; † 18. September 1992 in Dortmund) war ein deutscher Politiker der SPD.

## Leben und Beruf
Harald Koch wurde als Sohn des Rechtsanwalts und Notars Adolf Koch und seiner Ehefrau Elisabeth Koch, geborene Eggers geboren. Der Bruder des Vaters war der DDP-Minister Erich Koch-Weser. Harald Koch besuchte zunächst das humanistische Kaiser-Wilhelm-Gymnasium (jetzt Neues Gymnasium Wilhelmshaven) und studierte dann Rechts- und Staatswissenschaften in Freiburg im Breisgau, Berlin und Göttingen. In Freiburg wurde er 1926 Mitglied der Burschenschaft Alemannia in der DB. Seine Referendariatszeit leistete er bis zum Assessorexamen in Oldenburg ab. Aus politischen Gründen verließ er 1934 den Staatsdienst. Er studierte erneut, diesmal an der Handelshochschule Leipzig, wo er 1936 sein Diplom als Steuersachverständiger ablegte. Anschließend war er in verschiedenen Wirtschaftsprüfungsgesellschaften tätig, dann Assistent am Steuerinstitut der Handelshochschule Leipzig. Die an sich beabsichtigte weitere Tätigkeit in der Kommunalverwaltung schied für Koch nach der nationalsozialistischen Machtergreifung aus, nicht zuletzt, da er väterlicherseits eine jüdische Großmutter (Marianne Lewenstein aus Burhave) hatte. Daher wechselte er in die private Wirtschaft und ab 1940 war er Prokurist und Syndikus der Maxhütte in Sulzbach-Rosenberg. In diesen Funktionen erlebte er das Kriegsende und führte das Unternehmen als „Unbelasteter“ noch mehrere Monate weiter. Als ihm 1942 das zivile Kriegsverdienstkreuz verliehen werden sollte, lehnte er dies mit der Begründung, auf ein „Friedensverdienstkreuz“ warten zu wollen, ab.
Nach dem Ende des Zweiten Weltkriegs kehrte er nach Oldenburg zurück. Harald Koch, der seit seiner Jugend politisch interessiert war und in Opposition zum nationalsozialistischen Regime gestanden hatte, wurde auf Empfehlung seines älteren Bruders Ekhard (1902–2000), der zu dieser Zeit den Neuaufbau der Justiz in Oldenburg einleitete, von Ministerpräsident Theodor Tantzen zunächst zum Ministerialdirektor für Finanzen in den oldenburgischen Staatsdienst berufen.
Nach Jahren einer auch ministeriellen und parlamentarischen Tätigkeit im damalig noch bestehenden Lande Oldenburg und danach in Niedersachsen und als hessischer Minister und Bundestagsabgeordneter wurde Koch 1953 auf Vorschlag des Deutschen Gewerkschaftsbunds (DGB) zum Arbeitsdirektor der Hoesch Werke AG berufen. Vorher hatte Koch wesentlich bei der Ausarbeitung des Mitbestimmungsgesetzes für die Montanindustrie mitgewirkt. Nach der Fusion von Hoesch mit der Dortmund-Hörder Hüttenunion AG 1966 schied er im Zuge der Verwaltungsneuordnung 1968 aus dem Vorstand aus. Er wechselte in den Aufsichtsrat, wo er bis 1972 stellvertretender Vorsitzender war.
Besonders engagierte sich Harald Koch für die Sozialforschungsstelle Dortmund. Er war langjähriges Mitglied des Kuratoriums der Gesellschaft zur Förderung der Sozialforschungsstelle Dortmund, Mitglied des Vorstands und von 1970 bis 1978 dessen Vorsitzender. In seine Amtszeit fiel die Verlegung und drohende Schließung der Einrichtung. Erst nach langwierigen Verhandlungen und durch die Unterstützung des damaligen Wissenschaftsministers Johannes Rau konnte sie sich in Dortmund etablieren. Im November 1989 schied Harald Koch aus dem Vorstand der Gesellschaft aus.
Auch für die internationale Verständigung setzte sich Harald Koch maßgeblich ein. Bereits 1956 war er Vorsitzender der heute unter Auslandsgesellschaft Nordrhein-Westfalen e. V.(AgNRW) weiterbestehenden damaligen Rheinisch-Westfälischen Auslandsgesellschaft (RWAG) geworden und förderte deren Entwicklung über drei Jahrzehnte. 1961 trat Koch dem Kuratorium des Bundesverbands Deutsch-Israelischer Studiengruppen bei, einer studentischen Vereinigung, die sich für die Annäherung zwischen Deutschland und Israel einsetzte. Auch für die Errichtung eines Carl-Duisberg-Hauses in Dortmund setzte er sich ein. Seine Bemühungen um Verständigung mit dem Ostblock führten ihn an die Spitze der Vereinigung sämtlicher deutsch-sowjetischer Gesellschaften der Bundesrepublik Deutschland.
Harald Koch war verheiratet mit Elfi Koch, geborene Stoll. Das Ehepaar hatte zwei Söhne. Er starb im Dortmunder Stadtteil Lücklemberg.

## Politik
Obwohl Koch aus einer politisch liberalen Familie stammte – der bekannte DDP-Politiker der Weimarer Republik Erich Koch-Weser (1875–1944) war sein Onkel und nach eigenen Angaben auch Kochs politischer Ziehvater – schloss er sich der SPD an. Er begründete diesen Schritt mit seinen Erfahrungen aus der Weimarer Zeit und dem Versagen des Liberalismus beim Aufstieg der Nationalsozialisten. Ab 1946 war er oldenburgischer Minister für Finanzen und Wirtschaft im Kabinett Tantzen II. Nach der Vereinigung Oldenburgs mit den Ländern Hannover, Braunschweig und Schaumburg-Lippe am 8. November 1946 gehörte er dem ernannten Niedersächsischen Landtag an und war dort Vorsitzender des verfassungspolitischen Ausschusses. Im Januar 1947 wurde er auf Empfehlung Kurt Schumachers zum Minister für Wirtschaft und Verkehr des Landes Hessen im Kabinett Stock berufen. Als Minister war er für die Verstaatlichungen gemäß Sozialisierungsartikel 41 der hessischen Verfassung verantwortlich. Sein Gesetzesentwurf über die „Sozialgemeinschaften“ mit Beteiligung der Gewerkschaften, Belegschaften, Gemeinden und der ehemaligen Eigentümer der Betriebe fand im Landtag keine Mehrheit. Bereits in diese Wirtschaftsform überführte Betriebe mussten Anfang der 50er Jahre an die Eigentümer zurückgegeben werden.
Als er für den Wahlkreis Offenbach am Main in den ersten Deutschen Bundestag gewählt worden war, legte er im November 1949 sein Ministeramt nieder. Im Bundestag gehörte er dem Fraktionsvorstand der SPD an und war unter anderem stellvertretender Vorsitzender des Ausschusses für Finanz- und Steuerfragen. Er setzte sich vor allem für die Montanmitbestimmung ein und gilt als einer der Väter des Montan-Mitbestimmungsgesetzes. Sein Bundestagsmandat gab Harald Koch 1953 aus beruflichen Gründen auf.

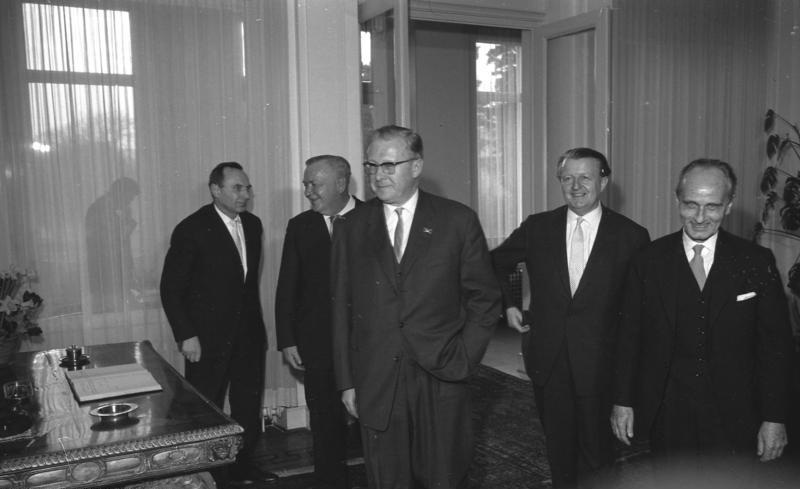
Harald Koch (zweiter von rechts) und die übrigen Mitglieder des Sachverständigenrats, Februar 1964

1964 wurde Harald Koch von Bundespräsident Heinrich Lübke in den Sachverständigenrat zur Begutachtung der gesamtwirtschaftlichen Entwicklung, der die Bundesregierung in wirtschaftspolitischen Fragen beraten, berufen. Fünf Jahre später erklärte er seinen Rücktritt aus diesem Gremium.
Er nahm danach noch weitere öffentliche Ämter wahr, so war er Mitglied des Energiebeirats des Landes Nordrhein-Westfalen, im Wirtschaftspolitischen Ausschuss beim Parteivorstand der SPD und in der Kammer für soziale Ordnung der evangelischen Kirche in Deutschland.

## Auszeichnungen
Am 28. November 1981 wurde Harald Koch das Ehrenbürgerrecht der Stadt Dortmund verliehen. Das Gebäude der Auslandsgesellschaft Nordrhein-Westfalen (vormals RWAG) heißt heute Harald-Koch-Haus. Auch sein ehemaliges Wohnhaus, die vormalige Villa Opländer, ist heute nach ihm benannt. 1991 wurde Harald Koch mit dem Hans-Böckler-Preis ausgezeichnet.

## Schriften
- Bankeinzug und Banküberweisung. 1932.
- Die öffentlich-rechtlichen Körperschaften im Umsatzsteuerrecht. 1939.
- Rechtsform der Sozialisierung unter besonderer Berücksichtigung der Sozialisierung in Hessen. Gesetz und Recht, Hamburg 1947.
- Harald Koch (Hrsg.): Die Sozialgemeinschaften. Rechts- und Staatswissenschaftlicher Verlag, Hamburg 1948.
- Geschäftsordnung des Deutschen Bundestages, beschlossen am 6. Dezember 1951. Text und Kommentar. Kommentator, Frankfurt am Main 1952.
- Die Bedeutung der Mitbestimmung in Deutschland für die Stellung des Arbeitnehmers in der Wirtschaft. 1959.
- Wirtschafts- und gesellschaftspolitische Erfahrungen mit der Mitbestimmung. In: Heinz Wolf (Hrsg.): Wirtschaftliche Mitbestimmung in der Gegenwartsdiskussion. Deutz, Düsseldorf 1966, S. 83 ff.
- Mitbestimmung als gesellschaftspolitische Aufgabe. In: Fritz Bauer (Hrsg.): Die Neue Gesellschaft. Band 13. Neue Gesellschaft, 1966, ISSN 0028-3177, S. 277 ff.
- Gesellschaftspolitische Forderungen an die Unternehmensverfassung. Frankfurter Juristische Gesellschaft, Frankfurt am Main 1967.
- Wirtschaft im Spannungsfeld von Politik und Wissenschaft. In: Herbert Scholz (Hrsg.): Die Rolle der Wissenschaft in der modernen Gesellschaft. Duncker & Humblot, Berlin 1969, S. 172 ff.